# Georg Lux
Georg Lux, né le 21 janvier 1985 à Berlin, est un créateur de mode allemand. 
Il est depuis janvier 2021 le directeur de la création de la maison Leonard.

## Biographie
Georg Lux se passionne dès l'enfance pour la mode et le dessin qui le conduisent, adolescent, à pousser les portes de la boutique de la collectionneuse et antiquaire de mode berlinoise, Josefine von Krepl (de). Étudiant, il y passera tout son temps libre et l'aidera à fonder le musée de la mode du Château de Meyenburg.
Après un baccalauréat littéraire, il intègre en 2004 l'école de mode de l'Association Lette (de) de Berlin dont il sort diplômé en stylisme et création en 2007. Diplôme en poche, il part s'installer à Paris où il achève ses études à l'École de la chambre syndicale de la couture parisienne par un Bachelor en modélisme en 2008.
Il devient à ce moment-là l'assistant du créateur de Requiem, membre de la Fédération de la haute couture et de la mode, qu'il quitte fin 2011. La maison Tara Jarmon l'engage alors comme styliste sénior et lui confie également sa ligne de soirée « Bal-Edition » et l'illustration de ses books de collections. 
À l'automne 2020, il intègre la maison de couture parisienne Leonard, qui le présente à la presse le 5 janvier 2021, comme son nouveau directeur de la création. Il présente sa première collection Leonard Pré-Collection Automne-Hiver 2021, le 19 janvier 2021,, puis sa collection Leonard Automne-Hiver 2021, le 5 mars 2021, lors de la Paris Fashion Week : il dote la maison Leonard d’une nouvelle silhouette, d’un nouveau logo d’inspiration art déco, d'un nouveau sac à main emblématique et relance les looks masculins.
Résolu à mettre en lumière la richesse des savoir-faire des métiers d'art de la couture française, il considère la préservation de ces patrimoines vivants, comme l'une des missions contemporaines des maisons de luxe.